# Attack in Black
Attack in Black é uma banda indie rock de Welland, Ontario, Canadá. Eles assinaram primeiro com a Skate Ahead Records para o seu álbum de estréia em 2005. Na Primavera de 2006, com a Dine Alone Records. No final de 2008 Ian e Daniel, juntamente com Steve Lambke (aka Baby Eagle) dos The Constantines, formaram sua própria gravadora, You've Changed Records.

## História
Os membros da banda começaram suas carreiras fazendo shows de punk. A banda teve imediatamente tinha uma sequência na área de Welland, devido a ter performado em outros locais. Originalmente composto pelos irmãos Ian e Daniel Romano, o guitarrista Spencer Burton, e o baixista Aaron Murphy, a banda gravou um EP auto-intitulado (com o nome da banda) com a Skate Ahead Records. Após o seu lançamento em 2004, Murphy saiu e foi substituído por outro músico de Welland, Matt Ellis. Ellis não ficou na banda por muito tempo, e foi substituído por Ian Kehoe, que tinha estado anteriormente em uma banda com Burton. Kehoe imediatamente assumiu a tarefa de escrever a maioria das letras para a banda.
Seguindo de perto a mudança na formação, Attack in Black viajou para a costa oeste do Canadá. Após o seu regresso, eles falaram com o promotor Joel Carriere, que tinha acabado de fundar a Dine Alone Records. Ele se ofereceu para assiná-los e lançar seu próximo EP, e, no início de 2006, a banda aceitou. As quatro músicas do Widows EP resultou deste novo acordo e foi lançado 16 de setembro de 2006.
Quando chegou a hora de gravar seu primeiro álbum, eles foram para Chemical Sound Studios em Toronto com Ian Blurton para uma sessão de duas semanas. Imediatamente após a conclusão das gravações, Dine Alone insistiu que a gravadora não cumpriu as suas normas e a banda foi enviada de volta para o estúdio com o produtor local, Dan Weston.
O álbum de estreia, intitulado Marriage, foi lançado em 31 de julho de 2007. Três meses após o lançamento de Marriage, a banda também lançou o álbum auto-gravado The Curve of the Earth. Este registro foi escrito e gravado durante duas noites no quarto de sol de Spencer Burton. Foi gravado através de uma máquina de fita de duas entradas para um gravador de 8 trilhas. Cada membro da banda cantou três canções no álbum. Foi lançado apenas em vinil e download digital. Em 2008, foi lançado na Alemanha pela Zeitstrafe label.
Enquanto em turnê com Ladyhawk e Shotgun Jimmie, o lançamento de "Fall Tour Split" foi vendido. Realizado pela Dine Alone Records apenas em 7" Vinyl, incluiu canções por companheiros de turnê: Shotgun Jimmie e Ladyhawk.
Os membros da banda Daniel Romano e Ian Kehoe, juntamente com o guitarrista do The Constantines Steve Lambke começou o rótulo You've Changed Records no final de 2008. O primeiro lançamento da gravadora foi um recorde por Shotgun Jimmie chamados Still Jimmie. Foi gravado em casa, no estúdio da banda e apresenta todos os membros do Attack in Black como banda de apoio de Jimmie.
O segundo álbum Years (by One Thousand Fingertips) foi lançado em 10 de março de 2009 pela Dine Alone Records. O álbum é composto por 16 faixas gravadas pela banda.
Após este lançamento foi dividido LP com Baby Eagle, o projeto solo do guitarrista Steve Lambke dos Constantines, em maio de 2009. lançado pela You've Changed Records. Romano posteriormente colaborou com Frederick Squire e Julie Doiron no álbum de folk intitulado Daniel, Fred & Julie, lançado 01 de dezembro de 2009. Ele também lançou um álbum solo, Workin' for the Music Man, que foi apoiado por uma excursão cross-Canadá, com Jason Collett. Seu mais recente trabalho solo, Sleep Beneath the Willow, foi lançado em 5 de Abril de 2011 pela You've Changed Rercords.
O guitarrista Spencer Burton lançou Eulogy of Her and Her sob o seu projeto paralelo Grey Kingdom em 1 de Março de 2011.
O baixista Ian Kehoe também atua pelo Marine Dreams.
Enquanto seu terceiro álbum está completo, a banda está atualmente em hiato, com o seu show final tendo ocorrido em 27 de agosto de 2010 na Mansion House em St. Catharines. Em outubro de 2011, Dine Alone Records e You've Changed Records re-lançou Fake Love Songs, uma fita com uma faixa bônus. Em março de 2015, Dine Alone Records só vai liberar seus primeiros EPs em vinil, intitulado The First And Second Efforts Of A Band That Died Before You Could Kill Them.

## Membros

### Integrantes
- Daniel Romano – vocais, guitarra principal
- Ian Kehoe – baixo,vocais
- Spencer Burton – backing vocais, guitarra
- Ian Romano – bateria

### Ex-Integrangtes
- Aaron Murphy – baixo
- Matt Ellis – baixo
- Kendra Foord – piano

## Discografia
| Data of Release | Título                              | Gravadora              |
| 2005            | Attack in Black EP                  | Skate Ahead Records    |
| 2006            | Widows EP                           | Dine Alone Records     |
| 2007            | Northern Towns EP                   | Dine Alone Records     |
| 2007            | Marriage                            | Dine Alone Records     |
| 2007            | The Curve of the Earth              | Dine Alone Records     |
| 2008            | Fall Tour Split 7"                  | Dine Alone Records     |
| 2009            | Years (by One Thousand Fingertips)  | Dine Alone Records     |
| 2009            | Attack in Black/Baby Eagle Split EP | You've Changed Records |
| 2009            | Fake Love Sonadogs Tape             | Auto-gravado           |

## Videos musicais
| Ano  | Vídeo                 | Diretor           |
| ---- | --------------------- | ----------------- |
| 2007 | "Young Leaves"        | Marc Ricciardelli |
| 2008 | "Hunger of the Young" | Marc Ricciardelli |
| 2009 | "Liberties"           | Marc Ricciardelli |

## Ligações Externas
- Dine Alone Records
- You've Changed Records